# Públio Cornélio Cosso (tribuno consular em 415 a.C.)
Públio Cornélio Cosso (em latim: Publius Cornelius Cossus) foi um político da gente Cornélia nos primeiros anos da República Romana eleito tribuno consular em 415 a.C.. 

## Primeiro tribunato (415 a.C.)
Em 415 a.C., Públio Cornélio foi eleito tribuno consular com Caio Valério Potito Voluso, Numério Fábio Vibulano e Quinto Quíncio Cincinato. Naquele ano, os bolanos atacaram os colonos romanos de Labico, colônia fundada no ano anterior, esperando o apoio dos équos, que acabaram não intervindo. Foram facilmente derrotados pelos romanos:
| “ | Mas, enquanto esperavam que todos os équos chegassem e defendessem seu crime, perderam terras e cidades numa guerra que não merece nem ser descrita pois não resultou em nenhum cerco e apenas uma batalha. | ” |
|   | — Lívio, Ab Urbe condita IV, 4, 49.. |   |

Depois da conquista da cidade, o tribuno da plebe Lúcio Décio propôs enviar colonos, como foi o caso de Labico em 419 a.C., mas sua proposta foi vetada por seus colegas.